# St. Étienne Mle 1907
A St. Étienne Mle 1907 (em francês:  Mitrailleuse Mle 1907 T) foi uma controversa metralhadora resfriada a ar, operada a gás, em calibre 8mm Lebel, amplamente utilizada apenas nos primeiros anos da Primeira Guerra Mundial. Por "razões políticas", a "St. Étienne Mle 1907" foi desenvolvida para não derivar da metralhadora Hotchkiss patenteada. Em vez disso, para evitar violação de patente e royalties, ela tomou emprestado seu projeto operado a gás, do fuzil semiautomático Bang de 1903. O sistema do Bang, transposto pela primeira vez em 1905 para a metralhadora francesa Puteaux APX, provou ser insatisfatório o suficiente para inspirar seu redesenho em 1907 como a metralhadora "St-Étienne". No entanto, a metralhadora Mle 1907 "St-Étienne" foi apenas uma reformulação parcial: o pistão a gás original, o sistema de cremalheira e pinhão e o mecanismo de ferrolho da metralhadora Mle 1905 "Puteaux" foram mantidos, apenas ligeiramente modificados na arma mais nova. Um total de mais de 39.700 metralhadoras "St-Étienne" Mle 1907 foram fabricadas entre 1908 e o final de 1917. Elas foram amplamente utilizadas pela infantaria francesa apenas durante o início da Primeira Guerra Mundial, até serem substituídas pela metralhadora Hotchkiss M1914, mais confiável.

## História

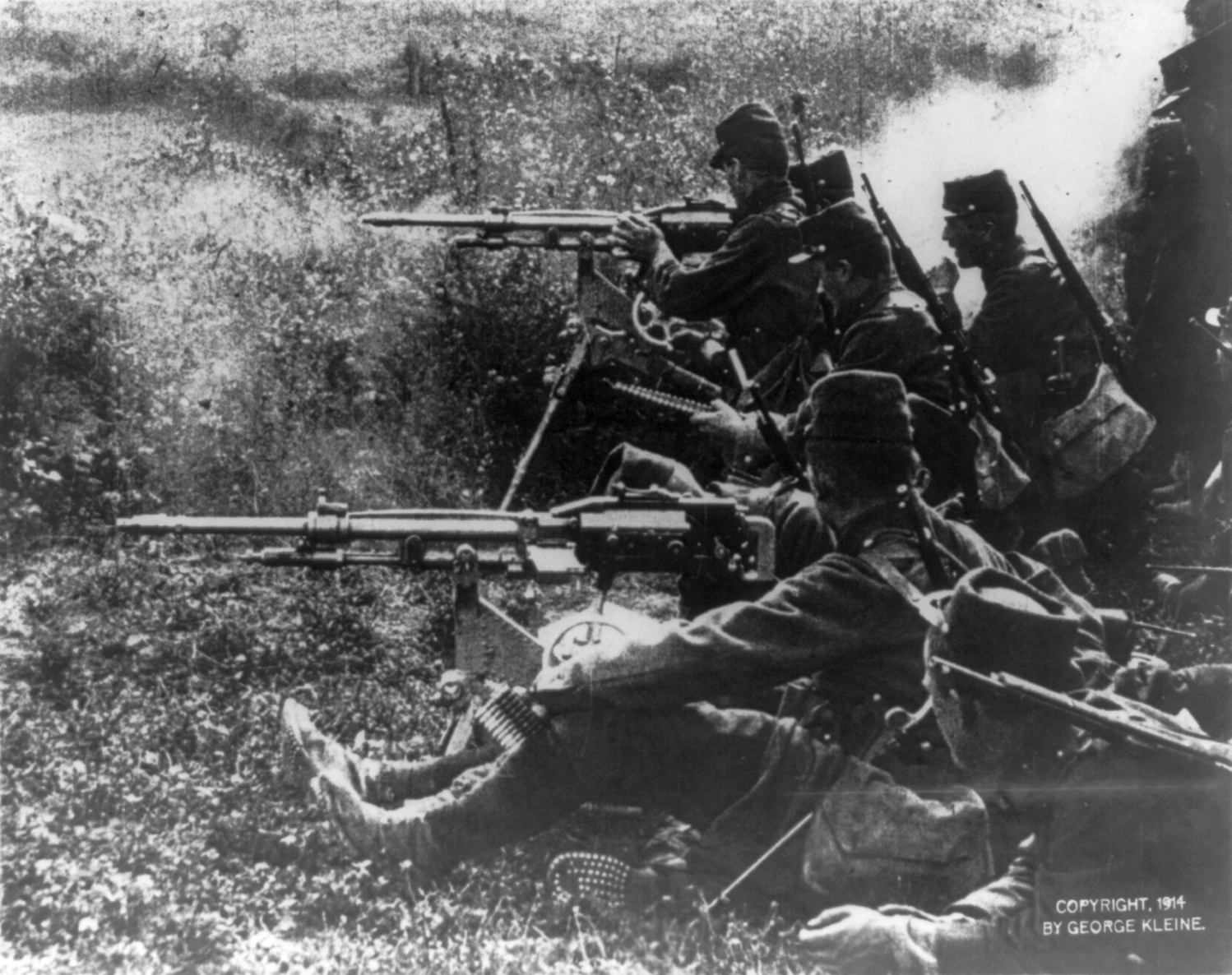
A Mle 1907 foi amplamente utilizada por unidades francesas durante os primeiros estágios da Primeira Guerra Mundial.

Por volta da virada do século, os militares franceses avaliaram metralhadoras fabricadas pela empresa privada francesa Hotchkiss et Cie. Embora os testes tenham sido tecnicamente convincentes, após os quais metralhadoras Hotchkiss foram adquiridas para as tropas alpinas e coloniais francesas, decidiu-se, por razões políticas, que uma metralhadora para a infantaria de linha francesa deveria ser proveniente de fabricantes de armas estatais. Uma primeira tentativa de um arsenal do governo francês perto de Paris (APX) foi a metralhadora Puteaux M1905, inspirada no primeiro sistema de fuzil Bang com sopro para a frente acionado a gás de 1903. Foi uma tentativa deliberada de desenvolver uma metralhadora de infantaria que fosse mecanicamente diferente do projeto patenteado da metralhadora Hotchkiss Mle 1900. No entanto, a metralhadora Puteaux M1905 logo se mostrou insatisfatória. Consequentemente, a Manufacture d'armes de Saint-Étienne (MAS) reformulou e modificou completamente a metralhadora Puteaux, resultando em alguma melhoria, mas também em maior complexidade — 64 componentes para a St-Étienne Mle 1907 contra apenas 32 peças para a Hotchkiss Mle 1914. As trocas de cano na St-Étienne Mle 1907 eram muito mais fáceis do que na Puteaux M1905, e sua cadência de tiro podia ser ajustada entre oito tiros por minuto e cerca de 600 tiros por minuto. Tiras de metal diferentes das usadas na metralhadora Hotchkiss ou fitas de pano, estas últimas introduzidas em 1916, para a munição 8mm Lebel podiam ser usadas.
No entanto, no ambiente lamacento da guerra de trincheiras, a mecanicamente complexa St-Étienne Mle 1907 sofria com frequentes paradas e era de difícil manutenção pelos soldados da linha de frente. Uma citação de uma avaliação militar francesa do pós-guerra diz tudo: "arma admirável, mecanismo patenteado, mas muito delicada e que poupava seus caprichos apenas para virtuosos da metralhadora". Em julho de 1917, a Mle 1907 St-Étienne foi gradualmente retirada do serviço na linha de frente e substituída pela metralhadora Hotchkiss M1914, nitidamente mais simples e confiável. Grandes quantidades da metralhadora M1907 St-Étienne foram então transferidas para unidades militares na retaguarda, para as colônias francesas e para o Exército Italiano. Muitas também acabaram no Exército Grego durante a década de 1920. No total, 39.700 metralhadoras Mle 1907 St-Étienne foram fabricadas quando a decisão de fechar sua última linha de montagem foi tomada em novembro de 1917. A Mle 1907-T ainda estava em serviço no início da Segunda Guerra Mundial, por exemplo, com unidades de segunda linha.

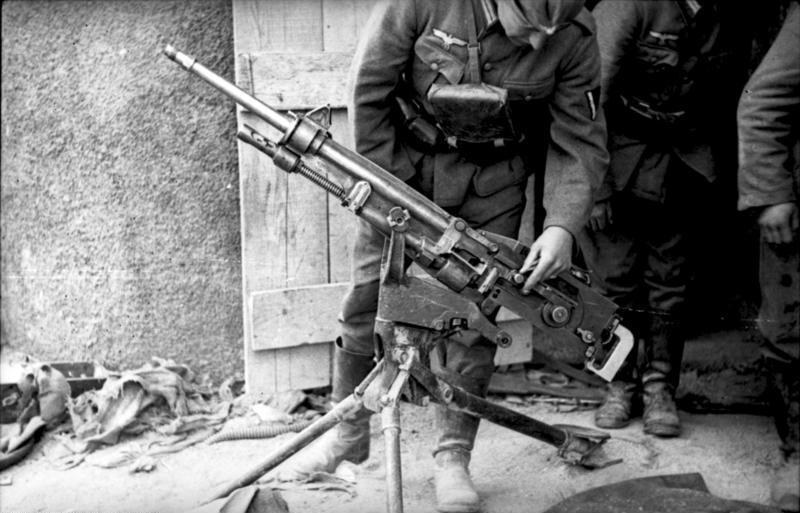
Soldado alemão examinando uma St. Étienne Mle 07 capturada em maio de 1940.

A Romênia encomendou 500 metralhadoras da França em julho de 1916; 268 foram entregues até agosto, quando a guerra começou na frente romena.

## Operadores
- França
- Grécia: fornecida durante a Primeira Guerra Mundial. Também usada durante a Guerra Greco-Turca[6] e a Guerra Greco-Italiana.[7]
- Itália[8]
- Romênia[9]
- República Espanhola
- Estados Unidos: usada como arma antiaérea pelas Forças Expedicionárias Americanas.
- República da China[10]